# Bolitophagus
Bolitophagus är ett släkte av skalbaggar som beskrevs av Johann Karl Wilhelm Illiger 1798. Bolitophagus ingår i familjen svartbaggar.
Släktet innehåller bara arten Bolitophagus reticulatus.

## Bildgalleri

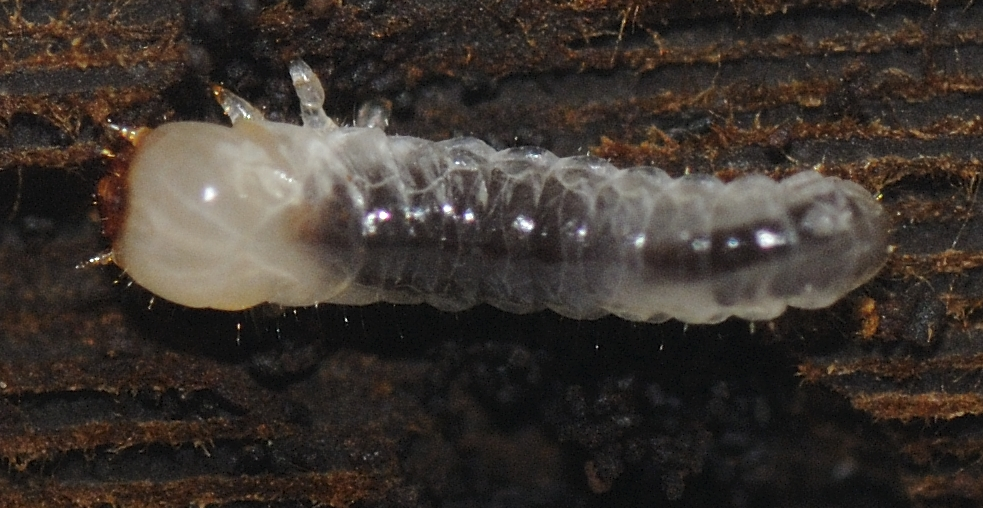
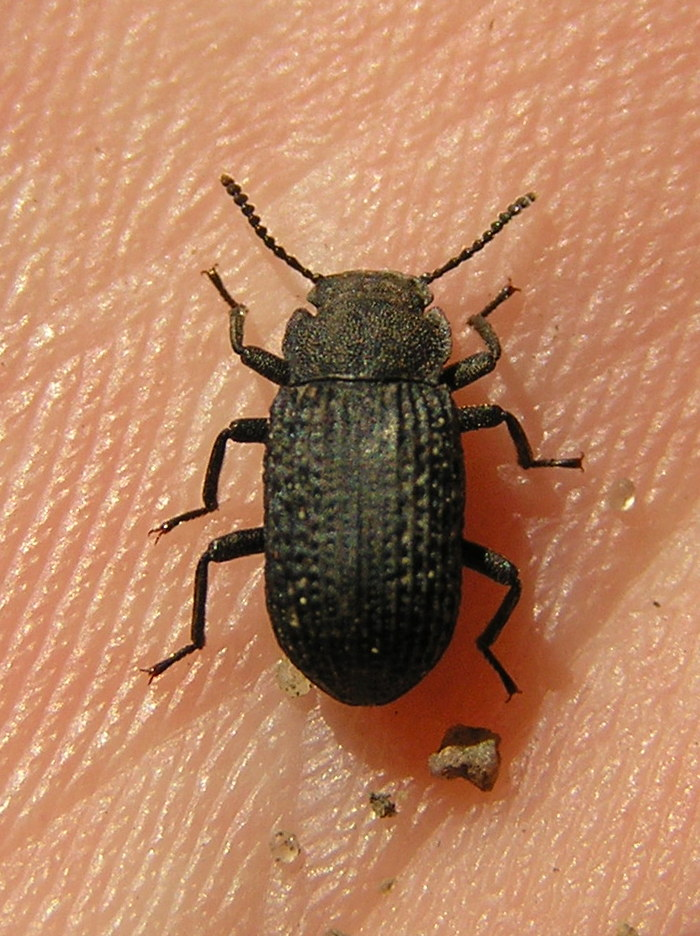
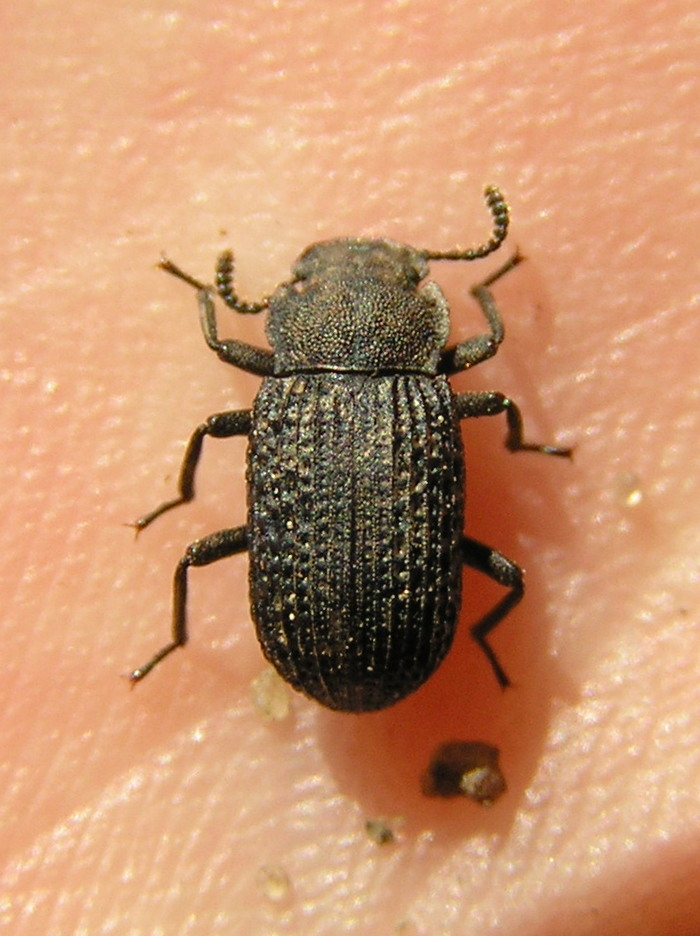
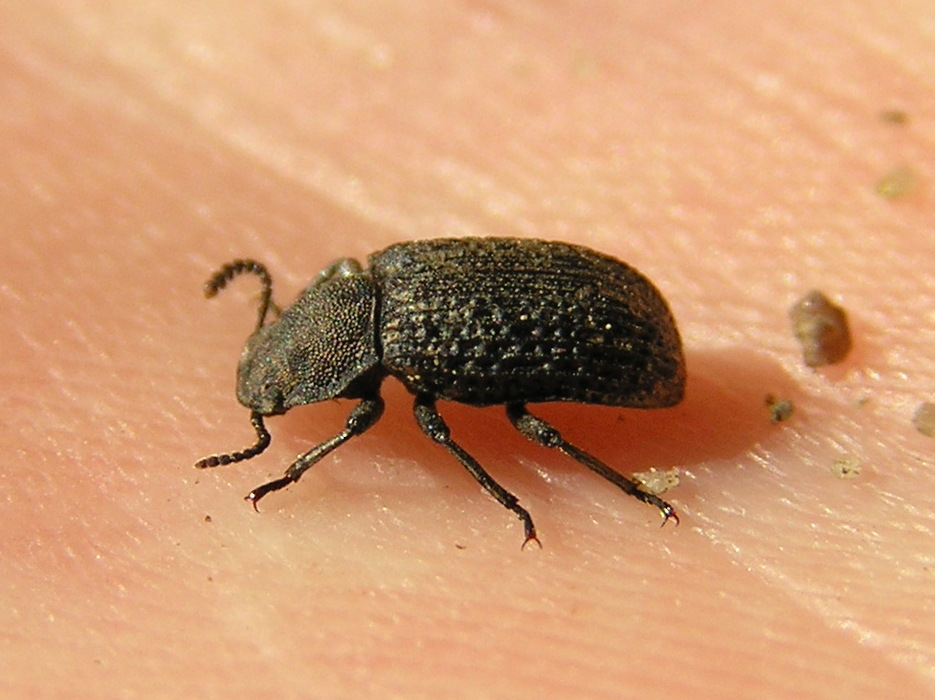
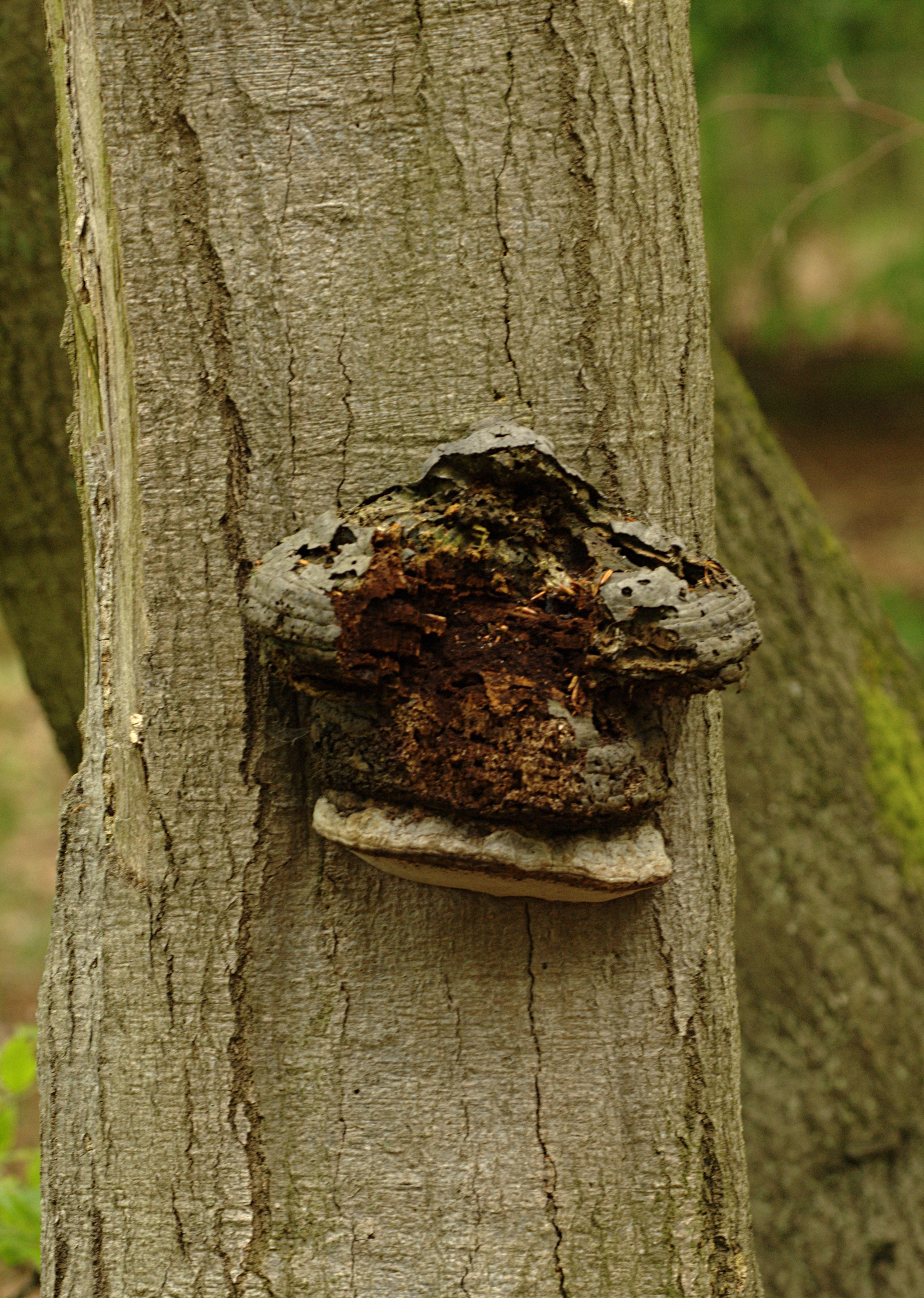
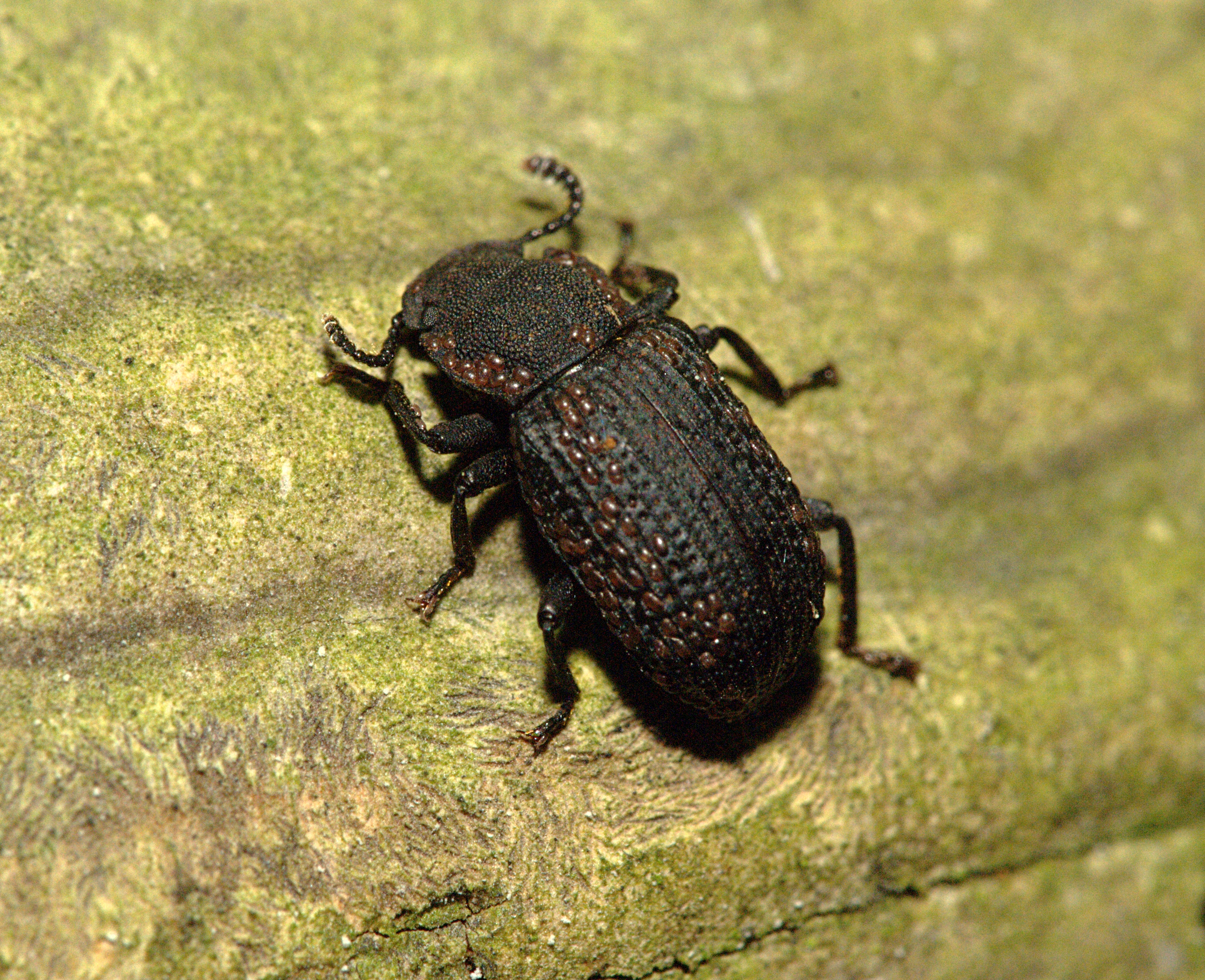